# Gruppenprophylaxe
Unter der Bezeichnung Gruppenprophylaxe wird in Deutschland die Förderung der Jugendzahnpflege im Rahmen der Gesundheitserziehung verstanden, vor allem in Kindergärten und Schulen. Dazu gehört die Koordinierung von Maßnahmen zur Verhütung und Bekämpfung von Zahn-, Mund- und Kiefererkrankungen.

## Gesetzliche Grundlage
Grundlage ist die gesetzliche Vorschrift gemäß §21 SGB V.

„Die Krankenkassen haben im Zusammenwirken mit den Zahnärzten und den für die Zahngesundheitspflege in den Ländern zuständigen Stellen […] Maßnahmen zur Erkennung und Verhütung von Zahnerkrankungen ihrer Versicherten, die das zwölfte Lebensjahr noch nicht vollendet haben, zu fördern und sich an den Kosten der Durchführung zu beteiligen. Sie haben auf flächendeckende Maßnahmen hinzuwirken. In Schulen und Behinderteneinrichtungen, in denen das durchschnittliche Kariesrisiko der Schüler überproportional hoch ist, werden die Maßnahmen bis zum 16. Lebensjahr durchgeführt. Die Maßnahmen sollen vorrangig in Gruppen, insbesondere in Kindergärten und Schulen, durchgeführt werden; sie sollen sich insbesondere auf die Untersuchung der Mundhöhle, Erhebung des Zahnstatus, Zahnschmelzhärtung, Ernährungsberatung und Mundhygiene erstrecken. Für Kinder mit besonders hohem Kariesrisiko sind spezifische Programme zu entwickeln.“

## Trägerorganisation
Zur Realisierung dieses gesetzlichen Auftrages haben sich die Krankenkassen und Organisationen am 17. Juni 1993 auf eine Rahmenempfehlung verständigt. Die Deutsche Arbeitsgemeinschaft für Jugendzahnpflege e. V. (damals noch unter dem Namen „Deutscher Ausschuss für Jugendzahnpflege e. V.“) wurde damit als gemeinnütziger Verein als Trägerorganisation beauftragt. Der Deutsche Ausschuss für Jugendzahnpflege e.V. (Sitz: Bonn) wurde 1949 gegründet.
Die Deutsche Arbeitsgemeinschaft für Jugendzahnpflege hat 40 Mitgliedsorganisationen. Es handelt sich um die Bundesorganisationen
- der niedergelassenen Zahnärzte,[3]
- der Zahnärzte des Öffentlichen Gesundheitsdienstes
- der gesetzlichen Krankenkassen (GKV-Spitzenverband)
- die Kommunalen Spitzenverbände
- die Landesarbeitsgemeinschaften für Jugendzahnpflege[4]
- Fachverbände und Unternehmen

Das Organisationskonzept der DAJ zeigt, wie die unterschiedlichen Akteure der Gruppenprophylaxe auf kommunaler Ebene, Landes- und Bundesebene zusammenwirken.

### Länderspezifische Aktionen
In den Landesarbeitsgemeinschaften werden unterschiedliche Aktionen durchgeführt. Exemplarisch sei auf die Aktion Löwenzahn der LAGZ hingewiesen, mit der unter dem Motto: Löwenstark mit guten Zähnen an allen bayerischen Grund- und Förderschulen der ersten bis zur vierten Jahrgangsstufe zu Beginn des Schuljahres vom Klassenlehrer ein Löwenzahn-Kuvert ausgehändigt wird. Darin befinden sich – neben einem Elternbrief – zwei Verweisungskarten (Löwenkarten) für den halbjährlichen Zahnarztbesuch. Die Kinder lassen nach jeder halbjährlichen Untersuchung bei ihrem Hauszahnarzt jeweils eine Löwenkarte abstempeln. Diese Karte werfen die Kinder in ihrer Klasse in eine Poster-Sammelbox. Am Schuljahresende werden die Karten gezählt. Die Schulen mit dem höchsten Rücklauf der Karten im Verhältnis zur Schülerzahl erhalten ansehnliche Geldpreise.

### Finanzierung
Die Finanzierung der auf Landesebene tätigen Landesarbeitsgemeinschaften Zahngesundheit und deren gruppenprophylaktische Maßnahmen erfolgen vorwiegend durch die gesetzlichen Krankenkassen, ferner durch die jeweilige Kassenzahnärztliche Vereinigung, die Landeszahnärztekammer und die Landesregierungen.

## Inhalte gruppenprophylaktischer Maßnahmen
Die gruppenprophylaktischen Maßnahmen erstrecken sich insbesondere auf:
- Inspektion der Mundhöhle mit Erhebung des Zahnstatus zur Kariesrisikozuordnung nach einheitlichen Standards
- Verweisung in zahnärztliche Behandlung zur Beseitigung vorhandener Zahnschäden. Fissurenversiegelung bei gegebener Indikation
- Verbesserung des Mundhygiene-Verhaltens
- Verbesserung der Zahnschmelzqualität durch Fluoride
- Ernährungsberatung
- Motivation zur regelmäßigen zahnärztlichen Untersuchung
- Durchführung spezifischer altersgerechter Programme zur kollektiven und individuellen Betreuung von Kindern mit besonders hohem Kariesrisiko
- Erkennung und Aufklärung zur Vermeidung von (früh-)kindlichen Fehlentwicklungen im Zahn-, Mund- und Kieferbereich

## Kinder mit Behinderungen
Für Kinder mit Behinderungen sind erforderlichenfalls Intensivmaßnahmen vorzusehen (z. B. spezielle Unterweisung von Betreuern und Angehörigen). In Übereinstimmung mit dem Gesetzgeber sind gruppenprophylaktische Maßnahmen in Behinderteneinrichtungen, in denen Jugendliche mit Behinderungen betreut werden, bis zum 16. Lebensjahr zu erstrecken.

## Kinder mit hohem Kariesrisiko
Die Bestimmung von Kindern mit hohem Kariesrisiko im Rahmen der gruppenprophylaktischen Reihenuntersuchungen erfolgt nach dem dmft-Index. Die Definition von Risikogruppen in Altersdifferenzierung beträgt hierbei:
- bis 3 Jahre: nicht kariesfrei, dmf(t) > 0
- bis 4 Jahre: dmf(t) > 2
- bis 5 Jahre: dmf(t) > 4
- 6 bis 7 Jahre: dmf/DMF(t/T) > 5 oder D(T) > 0
- 8 bis 9 Jahre: dmf/DMF(t/T) > 7 oder D(T) > 2
- 10 bis 12 Jahre: DMF(S) an Approximal-/Glattflächen > 0

## Geschichte
Norwegen führte 1919 als erstes Land die staatlich finanzierte Schulzahnpflege ein. Kurz darauf wurde in Schweden ein entsprechendes Gesetz verabschiedet. Zusätzlich zur Schulzahnprophylaxe wurde in Schweden versucht auch die ältere Bevölkerung zur Zahnpflege und Vorsorgeuntersuchungen zu motivieren. Dies gilt als der Beginn der Volkszahnpflege.
Im deutschen Kaiserreich gab es 1879 Bestrebungen, durch Reihenuntersuchungen an Schulkindern die Jugendzahnpflege zu etablieren. Hofzahnarzt Zimmer führte in Kassel Untersuchungen durch.
Bekannt wurden verschiedene Systeme: das Bonner System, etabliert durch Alfred Kantorowicz; das Frankfurter System, praktiziert von Hans Joachim Tholuck und das Mannheimer System.
Ein ähnliches Konzept existiert in der Schweiz unter dem Namen Schulärztlicher Dienst, geregelt wird es – wie im Schulwesen üblich – kantonal.